# Dunia (engine)
Dunia is een propriëtaire gelicenseerde game-engine die gemaakt is door Ubisoft Montreal.
De Dunia-engine is oorspronkelijk ontworpen door Kirmaan Aboobaker terwijl hij bij Crytek werkte. De naam "Dunia" betekent "Wereld" in het Arabisch, Perzisch, Hindi, Urdu, Bengali, Turks, Maleis en Swahili. Het is gebaseerd op de CryEngine maar werd sterk aangepast voor gebruik in Far Cry 2.
Het vervolg van Far Cry 3 gebruikt een meer geavanceerde versie van de Dunia-engine, genaamd Dunia 2.

## Kenmerken
Bekende kenmerken die beschikbaar zijn bij de Dunia-engine:
- Dynamisch weer
- Dynamische brandvoortplanting
- Volumetrische verlichting
- Realistisch vuur
- Fysica
- Dag/nacht-cyclus
- Dynamisch muzieksysteem
- RealTree (realtime hergroei van bladeren)
- Wapenslijtage
- Niet-gescripte kunstmatige intelligentie van vijanden
- Compatibiliteit met amBX-technologie voor speciale effecten (met de juiste hardware)

## Lijst van spellen
| Titel                   | Ontwikkelaar     | Verschijningsdatum | Platforms                                                                                |
| ----------------------- | ---------------- | ------------------ | ---------------------------------------------------------------------------------------- |
| Far Cry 2               | Ubisoft Montreal | 21 oktober 2008    | PlayStation 3, Windows, Xbox 360                                                         |
| Far Cry 3               | Ubisoft Montreal | 29 november 2012   | PlayStation 3, PlayStation 4, Windows, Xbox 360, Xbox One                                |
| Far Cry 3: Blood Dragon | Ubisoft Montreal | 30 april 2013      | PlayStation 3, Windows, Xbox 360                                                         |
| Far Cry 4               | Ubisoft Montreal | 18 november 2014   | PlayStation 3, PlayStation 4, Windows, Xbox 360, Xbox One                                |
| Far Cry 5               | Ubisoft Montreal | 27 maart 2018      | PlayStation 4, Windows, Xbox One, Google Stadia                                          |
| Far Cry 6               | Ubisoft Toronto  | 6 oktober 2021     | Xbox Series, PlayStation 4, Xbox One, PlayStation 5, Amazon Luna, Google Stadia, Windows |
| Far Cry New Dawn        | Ubisoft Montreal | 15 februari 2019   | PlayStation 4, Windows, Xbox One, Google Stadia                                          |
| Far Cry Primal          | Ubisoft Montreal | 23 februari 2016   | PlayStation 4, Windows, Xbox One                                                         |